# Bedřiška
Bedřiška je ženské křestní jméno německého původu. Jedná se o ženskou podobu jména Bedřich. Vzniklo z německého jména Friederike nebo Frederika a vykládá se jako „mírumilovná, mocná vládkyně“.
Podle českého kalendáře má svátek 1. března.

## Bedřiška v jiných jazycích
- Slovensky: Frederika
- Německy: Friederike
- Anglicky: Frederica
- Francouzsky: Frédérique
- Italsky, španělsky: Federica nebo Frederica
- Švédsky: Fredrika
- Polsky: Fryderyka
- Maďarsky: Frida nebo Friderika

## Známé nositelky jména
- Marie Bedřiška Františka – královna bavorská
- Kateřina II. Veliká – prostřední část rodného jména ruské carevny